# Lasioglossum planatum
Lasioglossum planatum är en biart som först beskrevs av John Harvey Lovell 1905. Den ingår i släktet smalbin, och familjen vägbin. Arten förekommer i norra Nordamerika.

## Beskrivning
Endast honan har beskrivits. Huvudet och mellankroppen är blågröna med gyllengult skimmer. Clypeus är svartbrun på den övre delen, och partiet över clypeus och käkarna är metalliskt gulskimrande. Antennerna är mörkbruna, benen är bruna och vingarna är halvgenomskinliga med ljust gulbruna ribbor och gulbruna till rödaktiga vingfästen. Bakkroppen är mörkbrun med bakkanterna på tergiterna och sterniterna rödbruna. Behåringen är vitaktig och gles. Kroppslängden är 5,4 till 6,1 mm.

## Utbredning
Lasioglossum planatum är en ovanlig art som förekommer i Kanada från sydligaste Northwest Territories och sydöstra British Columbia över Alberta och mellanliggande provinser till Newfoundland och New Brunswick, samt från Minnesota, Wisconsin och New York till Maine i USA.

## Ekologi
Lasioglossum planatum är polylektisk, den flyger till blommor från flera olika familjer, som exempelvis dunörtsväxter, sumakväxter, troligtvis även rosväxter, flockblommiga växter, korgblommiga växter, korsblommiga växter, strävbladiga växter, oleanderväxter, ärtväxter, liljeväxter, fackelblomsväxter, näckrosväxter, vattenhyacintväxter, ranunkelväxter och flenörtsväxter. Flygtiden varar från vår till sensommar.
Arten är ettårigt eusocial, den är samhällsbildande med arbetare som hjälper den samhällsgrundande honan/drottningen att ta hand om avkomman. Boet är underjordiskt.

## Taxonomi
Arten har tidigare betraktats som en synonym till Lasioglossum oblongum.